# Сакава (лек крайцер, 1944)
Сакава (на японски: 酒匂, Sakawa) е лек крайцер на Императорските ВМС на Япония от времето на Втората световна война, кораб от проекта крайцери „Агано“. Наречен е в чест на реката в префектура Канагава, Япония. Получава известност във връзка с използването му при ядрените изпитания на атола Бикини.

## Описание на проекта
Сакава е последният в серията от четири леки крайцера тип Агано, и, както и другите кораби на своя тип, е предназначен да бъде флагман на съединенията разрушители.

## История на службата

### Флот на Япония
Построеният в Сасебо, Сакава влиза в строя на Императорския флот на Япония на 30 ноември 1944 г. и е приписан към Обединеният флот в Йокосука. На 15 януари 1945 г. Сакава става флагман на 11-а ескадра разрушители, провежда учения с новите разрушители във Вътрешно Японско море и взема участие в серия тестове на ново антирадарно противолодъчно покритие.
На 1 април 1945 г. Сакава е придаден на 2-ри флот за участие в самоубийствената „Операция Тен-Го“ с цел атакуване на американските сили за нахлуване на Окинава. Сакава първоначално трябва да подсигурява прикритието на линкора Ямато заедно с еднотипния Яхаги, но поради дефицит на гориво Сакава остава заедно със своята ескадра разрушители. След потопяването на Ямато Сакава е изпратен обратно в Обединения флот.
Към момента на капитулацията на Япония, на 2 септември 1945 г., Сакава се намира в Майдзуру, така и без да е взел участие в бойни действия.
На 5 октомври 1945 г., след края на войната, Сакава е официално изключен от списъците на флота.

### Флот на САЩ
Сакава е предаден на САЩ като военен трофей след края на Втората световна война, и се използва за евакуацията на 1339 войника на японската армия от четири малки острова в южната част на архипелага Палау през октомври 1945 г. Крайцерът продължава службата си в качеството на войскови транспорт до края на февруари 1946 г.
На 25 февруари 1946 г. Сакава влиза в състава на ВМС САЩ, които имат планове да го използват (заедно с други оцелели кораби на бившия Императорски флот) за експерименти при атола Бикини. Спасителната група открива, че на кораба е пълно с плъхове, а по-голямата част от системите на кораба не функционират. На 18 март 1946 г. Сакава е преведен от Йокосука в Ениветок с американски екипаж (165 матроса и офицера) съвместно с линкора Нагато, също управляван от американски екипаж. След десет дни, на 300 мили (560 km) от Ениветок, Нагато излиза от строй. Негов парен котел започва да се пълни с вода, получава крен на десния борд. Сакава се опитва да вземе линкора на буксир, но няма достатъчно гориво. Танкерът Никаджек Трейл е изпратен да достави гориво на корабите, но в условията на лошо време засяда на риф и потъва. Сакава с Нагато на буксир достигат до Ениветок на 1 април 1946 г.
При Ениветок пет американски матроса, недоволни от тежките условия на службата на кораба, решават да извършват саботаж. Тежестта за носене на службата възниква поради това, че вместо полагащите се по японския щат 730 души екипаж флота на САЩ отделя само 165, които трябва да работят за 325. Петте матроса извършват саботажа, унищожавайки паропровода за високо налягане към горните клапани в горивната система и сипват пясък в горивото и водните помпи. Те разбиват измерителните прибори, тахометрите и прерязват шланговете за високо налягане, опитвайки се да облекчат носенето на вахтата на борда на мръсния военен кораб. Вместо това, да облекчат своята служба, за конкретните пет моряка работата е увеличена. През май, след извършване на спешен ремонт, Сакава достига до атола Бикини.
По време на операцията „Кръстопътища“, на 1 юли 1946 г., Сакава и Нагато стават първите кораби, предназначени за изпитанията на въздушната вълна на атомната бомба „Ейбъл“, заедно с американските линкори Арканзас (USS Arkansas (BB-33)), Ню Йорк (USS New York (BB-34)), Невада (USS Nevada (BB-36)) и Пенсилвания (USS Pennsylvania (BB-38)). Сакава се намира вляво от Невада при пускането на бомбата. Бомбата се взривява на височина 450 m вдясно от кърмата на Сакава. Взривът предизвиква пожар на крайцера, който продължава 24 часа; от силата на взрива е разрушена надстройката, повреден е корпуса и пречупена кърмата. С края на изпитанията американския буксир Ачомави се опитва да изтегли Сакава към брега, за да се избегне потъването му, но безуспешно. Сакава започва да потъва веднага след началото на буксировката, при това едва не потопява самия буксир, тъй като двата кораба са съединени със здраво буксирно въже. Матросите на буксира трябва спешно да разрязват троса с ацетиленова горелка. Сакава потъва на 2 юли 1946 г.
Второто изпитание, на Бейкър, е подводно и е на 150 метра от мястото на потъване на Сакава.

## Командири на кораба
- 25.9.1944 – 5.10.1945 капитан 1-ви ранг (тайса) Тошимити Охара (на японски: 大原利通).